# Fundación Cesarger Fútbol Club
El Fundación Cesarger Futbol Club Fue un equipo de fútbol venezolano, establecido en la ciudad de Cumaná, Estado Sucre, en la región oriental de Venezuela. El Expreso de Sucre como se le apodaba, jugaba sus partidos como local en el Polideportivo Félix Velásquez, de la capital sucrense, cuya capacidad es de 15.000 personas.

## Historia
El equipo fue fundado el 28 de octubre de 1996, cuando 5 amigos futbolistas (César Moreno, César Ñañez, Geroncio Benítez, Argenis Machado y Ramón González) se reunieron en un pequeño estadio del barrio La Trinidad, en el Municipio Sucre, allí mismo en Cumaná. En esa reunión, discutieron la creación de un ente que planificara, ejecutara y coordinara las actividades futbolísticas de la pequeña barriada cumanesa, tomando en cuenta la amistad y el compañerismo desde el punto de vista deportivo, el grupo elige el nombre "Fundación Amigos del Deporte", tras seguir debatiendo, se le suman las letras de los nombres de los 5 fundadadores, y así se obtiene las siglas "Cesarger", que son agregadas al nombre mencionado anteriormente.

## Participación en los Torneos Profesionales de FVF
Tras participar en varias ocasiones en las categorías infantiles y juveniles, el cuadro sucrense comienza su transitar en los torneos profesionales de la FVF en el año 2007, en la Tercera División Venezolana 2007/08 que comenzó con el Torneo Apertura 2007, donde el equipo logra la segunda posición del Grupo Oriental, consiguiendo 22 unidades y sumando 6 victorias a lo largo del semestre. Para el Clausura 2008, alcanza el liderato de su grupo, tras sumar 26 puntos, superando por una unidad a Minasoro FC de El Callao, lo que le permitió disputar las instancias finales del torneo. La Academia San José del estado Aragua fue su rival en la semifinal del torneo, una eliminatoria muy pareja donde ambos partidos (ida y vuelta) terminaron empatados a 1 gol por lado, decidiéndose todo en la tanda de penaltis, donde el cuadro sucrense obtuvo la victoria 4-5 en el Estadio Giuseppe Antonelli de Maracay, Estado Aragua. En la final del torneo, se enfrentó a Guaros FC "B", tras empatar ambos partidos, el equipo cumanés logra ser el campeón de la temporada, y con esto, logra el ascenso a la Segunda División B de Venezuela para la siguiente temporada.
Tras el campeonato logrado en la temporada anterior, compite en la Segunda División B Venezolana 2008/09, tomando nuevamente parte en el Grupo Centro-Oriental. En el Apertura 2008 logra un total de 9 victorias en 14 compromisos y anota un total de 24 goles durante el semestre, para terminar en la segunda casilla, sumando 28 puntos, a solo 4 puntos de Minasoro FC, quien a la postre sería derrotado por el Unión Atlético San Antonio (líder del Grupo Centro-Occidental) en la final del torneo. Para el Clausura 2009, el equipo logra un excelente rendimiento futbolístico, solo obtiene una derrota a lo largo del semestre y una muy buena diferencia de goles (+23), para culminar el torneo como líder de grupo con 35 unidades, lo que le condujo a disputar la final del torneo. En aquella final del Clausura 2009, el rival sería el Unión Atlético San Antonio, al que derrotó con marcador de 1-2 para así coronarse campeón del torneo, lo que le permitió jugar la final de la división, en la cual cayó derrotado el equipo sucrense con un marcador global de 4 goles a 3 ante el cuadro de San Antonio del Táchira. Tras ser líder de la tabla acumulada de la temporada en el Grupo Centro-Oriental, el Expreso de Sucre logra el ascenso a la Segunda División de Venezuela para la siguiente zafra.

## El Ascenso a la División de Plata
Comenzó la Segunda División Venezolana 2009/10 con el Apertura 2009, donde el equipo del estado sucre logró solamente 3 victorias en 16 partidos, para sumar un total de 13 puntos, culminando el semestre en la casilla número 12 de la tabla de posiciones. En el Clausura 2010, el rendimiento del equipo mejoró levemente, logrando el décimo lugar, sumando 18 puntos derivados de 5 triunfos, 3 empates y 7 derrotas. Culminó esa temporada siendo decimocuarto de la tabla acumulada, permaneciendo así una temporada más en la categoría.
La temporada Segunda División Venezolana 2010/11 comenzó con el Apertura 2010, donde la escuadra oriental apenas logró 4 victorias en 18 compromisos, culminando en la séptima posición del Grupo Centro-Oriental con 19 puntos. Para el Clausura 2011 nuevamente mejoró levemente su rendimiento, terminando el semestre en la quinta colocación con 24 unidades, producto de 6 triunfos, 6 empates y 6 derrotas. tras los resultados obtenidos en ambos torneos, logra su permanencia en la segunda categoría una temporada más.
La tercera temporada del cuadro sucrense en la Segunda División Segunda División Venezolana 2011/12 arrancó con el Torneo Apertura 2011, donde nuevamente el rendimiento futbolístico del equipo fue de resultados modestos, termina el torneo siendo el sexto lugar del Grupo Oriental, con 12 puntos producto de 2 victorias, 6 empates y 5 derrotas, con esto y tras el cambio de formato para esta temporada, pasa a jugar el Torneo de Permanencia 2012 con equipos de la Segunda División B de Venezuela, torneo con el cual se suprimía la Segunda División B, para dejar solo una Segunda División, un torneo donde solo 10 equipos tendrían la oportunidad de permanecer o lograr la promoción a la Segunda División, el resto pasaría a la Tercera División de Venezuela para la temporada siguiente. En el Torneo de Permanencia 2012 el equipo mejora ostensiblemente su rendimiento, siendo el cuarto clasificado del Grupo Oriental, con 20 unidades apenas a 3 puntos de alcanzar la permanencia en la Segunda División, consumándose el regreso a la Tercera División de Venezuela para la siguiente temporada.

## De Regreso a Tercera División
Mucho tiempo transcurrió desde aquel debut glorioso, para que el equipo sucrense regresara a la Tercera División. La Tercera División Venezolana 2012/13 comenzó con el Apertura 2012, donde el equipo tomó parte del Grupo Oriental II. Fue amplio dominador del grupo, líder invicto con 26 unidades, logrando clasificarse al Torneo de Promoción y Permanencia 2013, en búsqueda de regresar a la Segunda División, objetivo esquivo la temporada anterior. Comenzó tarde su preparación para el segundo torneo de la temporada debido a las dificultades económicas que atravesó al inicio del año 2013, afortunadamente el cuadro cumanés logró competir a pesar de las adversidades. En el Torneo de Promoción y Permanencia 2013, toma parte del Grupo Oriental con rivales como Estudiantes de Caroní FC, Arroceros de Calabozo FC, Angostura FC entre otros; suma un total de 16 puntos, producto de 4 triunfos, 4 empates y 6 derrotas, en un semestre donde el rendimiento futbolístico cayó abruptamente hacia el final del torneo y donde el aspecto económico también tuvo su incidencia negativa, a tal punto de no competir en el Torneo de Tercera División de la temporada siguiente.

## Palmarés
- Campeón de la Tercera División de Venezuela: 2007-2008
- Campeón del Torneo Clausura 2009 de la Segunda División B de Venezuela
- Subcampeón de la Segunda División B de Venezuela : 2008-2009
- Campeón del Grupo Oriental II de la Tercera División Venezolana 2012/13

## Temporadas en los Torneos Profesionales de FVF
- Tercera División de Venezuela: 2 Tercera División Venezolana 2007/08 y Tercera División Venezolana 2012/13
- Segunda División B de Venezuela: 1 Segunda División B Venezolana 2008/09
- Segunda División de Venezuela: 3 Segunda División Venezolana 2009/10, Segunda División Venezolana 2010/11 y Segunda División Venezolana 2012/13